# Manifesto della cucina futurista

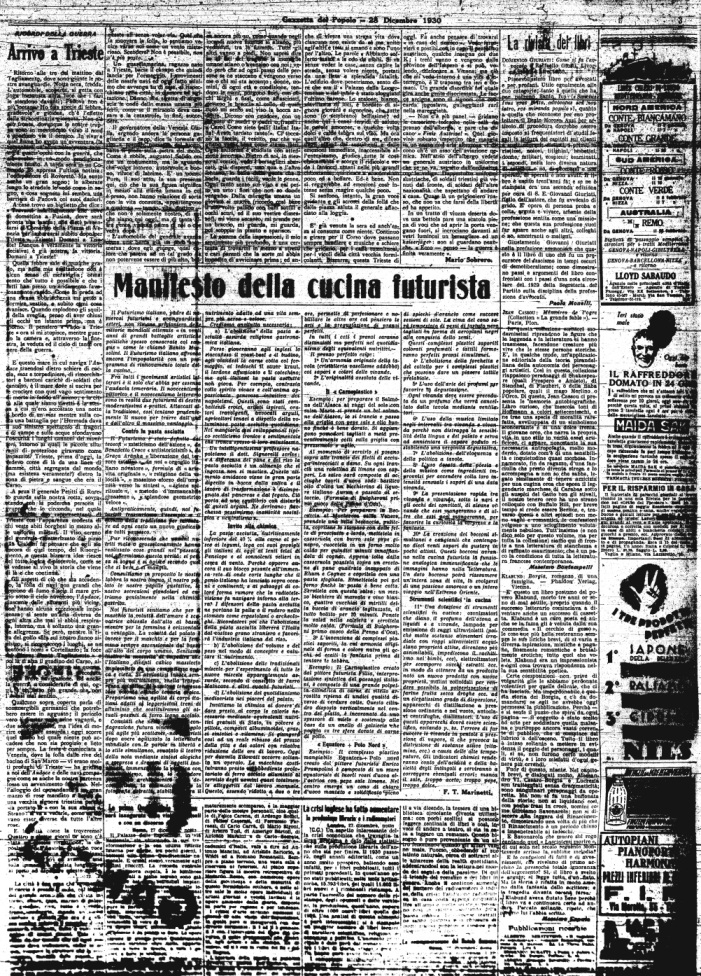
Il Manifesto della cucina futurista sulla Gazzetta del Popolo del 30 dicembre 1930.

Il Manifesto della cucina futurista, scritto interamente da Filippo Tommaso Marinetti e firmato anche dal poeta Fillìa, è una raccolta di provocazioni, pensieri, convinzioni e intenzioni dei Futuristi riguardo alla cucina e alla gastronomia; è uno della lunga serie di manifesti che Marinetti e il suo movimento pubblicarono dopo il primo Manifesto del futurismo apparso nel 1909. Come i precedenti, anche questa ultima provocazione del poeta suscitò reazioni e polemiche anche accese nel panorama artistico e culturale dell'epoca.
Il Manifesto della cucina futurista fu pubblicato sulla Gazzetta del Popolo di Torino il 28 dicembre 1930. e apparve in seguito in lingua francese sul quotidiano parigino Comœdia il 20 gennaio 1931.
Oltre all'eliminazione della pastasciutta, il Manifesto predica l'abolizione della forchetta e del coltello, dei condimenti tradizionali, del peso e del volume degli alimenti e della politica a tavola; auspica la creazione di «bocconi simultaneisti e cangianti», invita i chimici ad inventare nuovi sapori e incoraggia l'accostamento ai piatti di musiche, poesie e profumi.

## Il banchetto alPenna d'ocadi Milano
Come riporta Marinetti nel suo La cucina futurista, fin dall'inizio del movimento nel 1909 l'importanza dell'alimentazione agitò i futuristi e Marinetti, Boccioni, Sant'Elia, Russolo, Balla ne discutevano spesso fra di loro; tentativi di rinovamento culinario furono fatti in Francia e in Italia, senza particolare successo. 
«Subitamente, il 15 Novembre 1930, l'urgenza di una soluzione s'impose»: l'occasione fu un banchetto offerto ai futuristi milanesi e ad alte personalità politiche al ristorante Penna d'oca il 15 novembre 1930 dove Marinetti, da tempo membro del comitato di degustazione della rivista La cucina italiana, era invitato come ospite d'onore. Il banchetto, in cui furono presentate pietanze dai nomi e dai sapori decisamente innovativi (Gelato nella Luna, Lacrime del dio "Gavi", Favorito del mediterraneo zig, zug, zag, Schiuma esilarante Cinzano) voleva essere un elogio gastronomico del futurismo e il cuoco del Penna d'Oca, Bulgheroni, fu ripetutamente acclamato. Il Brodo alle rose inebriò i palati futuristi di Marinetti, Prampolini, Depero, Escodamè e Gerbino. D'altra parte i futuristi erano già avvezzi a pranzi e cene originali, come quella di Trieste del 1910, dove le portate dai nomi stravaganti erano proposte in seonso contrario, dal caffè all'aperitivo.
Al termine del banchetto Marinetti, invitato a parlare a un microfono della radio, fece la seguente dichiarazione:
(F.T. Marinetti, La cucina futurista)
Il manifesto fu quindi pubblicato due settimane dopo sulla Gazzetta del Popolo di Torino il 28 dicembre 1930 e in lingua francese sul quotidiano parigino Comœdia il 20 gennaio 1931.
In seguito alla pubblicazione del Manifesto sulla Comœdia seguirono «articoli, commenti, caricature e discussioni sui maggiori giornali francesi, inglesi, americani, tedeschi ecc.»; in particolare la polemica o l'apprezzamento verso Marinetti si lesse su Le Petite Marsellais, il Times di Londra, il Chicago Tribune, la Reinisch-Westfalische Zeitung, la Nieuwe Rotterdamsche Courant: «Giornali da Budapest a Tunisi, da Tokio a Sidney, che rilevano l’importanza della battaglia futurista contro le vivande tristemente miserabili».

## Il Manifesto
Si tratta della rielaborazione, in chiave culinaria, del Manifesto del futurismo di Marinetti.
Vengono riportati di seguito i passaggi più importanti del testo.

### Contro la pastasciutta

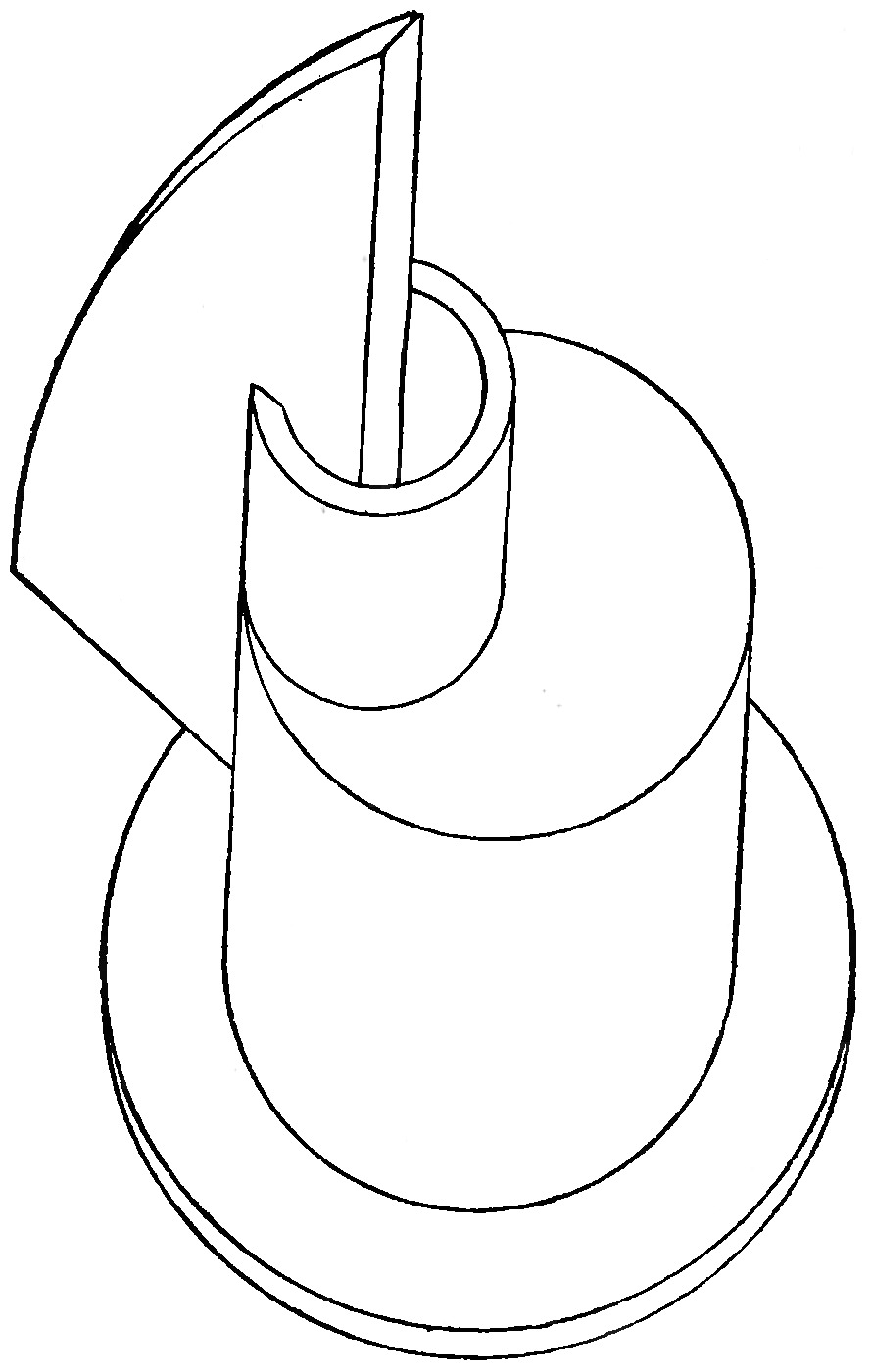
Illustrazione della ricetta dei Reticolati del cielo di Mino Rosso

Secondo i futuristi la cucina riveste un ruolo molto importante nella vita delle persone, tanto da dover essere equiparata alle arti più 'nobili', come la letteratura e le arti figurative (del resto Carlo Carrà, nel 1913, scrisse proprio il Manifesto della pittura di suoni rumori e odori); nel Manifesto è scritto ...Pur riconoscendo che uomini nutriti male o grossolanamente hanno realizzato cose grandi nel passato, noi affermiamo questa verità: si pensa si sogna e si agisce secondo quel che si beve e si mangia...
Il cibo deve contraddistinguere il popolo che ne usufruisce: la cucina futurista deve impedire che l'Italiano diventi cubico massiccio impiombato da una compattezza opaca e cieca. Si armonizzi invece sempre più coll'italiana, snella trasparenza spiralica di passione, tenerezza, luce, volontà, slancio, tenacia eroica. Prepariamo una agilità di corpi italiani adatti ai leggerissimi treni di alluminio che sostituiranno gli attuali pesanti di ferro legno acciaio.
In altre parole, dal cibo dipende la forza di un popolo, e i futuristi credono fermamente che nella probabile conflagrazione futura vincerà il popolo più agile, più scattante [...] adatto ad una vita sempre più aerea e veloce.
Secondo il Manifesto, affinché il popolo italiano vinca questa futura conflagrazione è necessaria l'abolizione della pastasciutta, assurda religione gastronomica italiana accusata di contrastare collo spirito vivace e coll'anima appassionata generosa intuitiva dei napoletani [...] Nel mangiarla essi sviluppano il tipico scetticismo ironico e sentimentale che tronca spesso il loro entusiasmo.
Marinetti nomina inoltre un professore napoletano suo amico, il dott. Signorelli, il quale gli avrebbe confidato che "...a differenza del pane e del riso la pastasciutta è un alimento che si ingozza, non si mastica. Questo alimento amidaceo viene in gran parte digerito in bocca dalla saliva e il lavoro di trasformazione è disimpegnato dal pancreas e dal fegato. Ciò porta ad uno squilibrio con disturbi di questi organi. Ne derivano: fiacchezza, pessimismo, inattività nostalgica e neutralismo".
Infine, secondo i futuristi l'abolizione della pastasciutta libererà l'Italia dal costoso grano straniero e favorirà l'industria italiana del riso.

### Invito alla chimica
Altre misure necessarie alla realizzazione della cucina futurista sono:
- L'abolizione del volume e del peso nel modo di concepire e valutare il nutrimento;
- L'abolizione delle tradizionali miscele per l'esperimento di tutte le nuove miscele apparentemente assurde, secondo il consiglio di Jarro Maincave e altri cuochi futuristi;
- L'abolizione del quotidianismo mediocrista nei piaceri del palato.

Marinetti esorta la chimica a trovare il modo di nutrire il corpo umano mediante pillole, composti albuminoidei, grassi sintetici e vitamine, equivalenti del cibo vero e proprio. Sarà così possibile raggiungere un reale ribasso del prezzo della vita e dei salari con relativa riduzione delle ore di lavoro.
Il Manifesto continua descrivendo il "Carneplastico", un originale piatto assurto spesso a simbolo dell'intera Cucina futurista, ed elencando i punti di quello che potremmo chiamare galateo futurista.

### Il Carneplastico
"Il Carneplastico creato dal pittore futurista Fillìa, interpretazione sintetica dei paesaggi italiani, è composto di una grande polpetta cilindrica di carne di vitello arrostita ripiena di undici qualità diverse di verdure cotte. Questo cilindro disposto verticalmente nel centro del piatto, è coronato da uno spessore di miele e sostenuto alla base da un anello di salsiccia che poggia su tre sfere dorate di carne di pollo.
Equatore + Polo Nord"
Il Carneplastico viene inoltre paragonato ad un complesso plastico mangiabile ideato dal pittore futurista Enrico Prampolini, "composto da un mare equatoriale di tuorli rossi d'uova all'ostrica con pepe sale limone. Nel centro emerge un cono di chiaro d'uovo montato e solidificato pieno di spicchi d'arancio come succose sezioni di sole. La cima del cono sarà tempestata di pezzi di tartufo nero tagliati in forma di aeroplani negri alla conquista dello zenit."

### Il pranzo perfetto
Secondo i futuristi, il pranzo perfetto esige:
1. Un'armonia originale della tavola (cristalleria vasellame addobbo) coi sapori e colori delle vivande;
2. L'originalità assoluta delle vivande;
3. L'abolizione della forchetta e del coltello per i complessi plastici che possono dare un piacere tattile prelabiale;
4. L'uso dell'arte dei profumi per favorire la degustazione. Ogni vivanda deve essere preceduta da un profumo che verrà cancellato dalla tavola mediante ventilatori;
5. L'uso della musica limitato negli intervalli tra vivanda e vivanda perché non distragga la sensibilità della lingua e del palato e serva ad annientare il sapore goduto ristabilendo una verginità degustativa;
6. L'abolizione dell'eloquenza e della politica a tavola;
7. L'uso dosato della poesia e della musica come ingredienti improvvisi per accendere con la loro intensità sensuale i sapori di una data vivanda;
8. La presentazione rapida tra vivanda e vivanda, sotto le nari e gli occhi dei convitati, di alcune vivande che essi mangeranno e di altre che essi non mangeranno, per favorire la curiosità, la sorpresa e la fantasia;
9. La creazione dei bocconi simultanei e cangianti che contengano dieci, venti sapori da gustare in pochi attimi. Questi bocconi avranno nella cucina futurista la funzione analogica immensificante che le immagini hanno nella letteratura. Un dato boccone potrà riassumere una intera zona di vita, lo svolgersi di una passione amorosa o un intero viaggio nell'Estremo Oriente;
10. Una dotazione di strumenti scientifici in cucina: ozonizzatori che diano il profumo dell'ozono a liquidi e a vivande, lampade per emissione di raggi ultravioletti (poiché molte sostanze alimentari irradiate con raggi ultravioletti acquistano proprietà attive, diventano più assimilabili, impediscono il rachitismo nei bimbi, ecc.) elettrolizzatori per scomporre succhi estratti ecc. in modo da ottenere da un prodotto noto un nuovo prodotto con nuove proprietà, mulini colloidali per rendere possibile la polverizzazione di farine, frutta secca, droghe ecc.; apparecchi di distillazione a pressione ordinaria e nel vuoto, autoclavi centrifughe, dializzatori. L'uso di questi apparecchi dovrà essere scientifico, evitando p.es. l'errore di far cuocere le vivande in pentole a pressione di vapore, il che provoca la distruzione di sostanze attive (vitamine, ecc.) a causa delle alte temperature. Gli indicatori chimici renderanno conto dell'acidità e della basicità degli intingoli e serviranno a correggere eventuali errori: manca di sale, troppo aceto, troppo pepe, troppo dolce.

## L'eredità della Cucina futurista
A rileggere oggi il manifesto gastronomico futurista, si intuisce che alcuni dei suggerimenti di Marinetti hanno trovato applicazione: esempi ne sono l'integrazione dei cibi con additivi e conservanti, o l'adozione in cucina di strumenti tecnologici per tritare, polverizzare ed emulsionare.
Le ricette che apparivano allora rivoluzionarie furono, in alcuni casi, un'anticipazione della Nouvelle cuisine all'italiana tra gli anni sessanta e settanta: essa infatti riserva alla presentazione del cibo un'attenzione particolare nell'amore per il dettaglio, nella raffinatezza della composizione, del colore e della forma delle pietanze, esattamente come la cucina futurista. Anche la cucina molecolare prende spunto dall'esperienza futurista.

## Curiosità
Per un breve periodo, Filippo Tommaso Marinetti aprì un ristorante futurista insieme a Jules Maincave.
Marinetti venne fotografato al ristorante Biffi di Milano intento a mangiare un piatto di spaghetti. I difensori della pasta ne approfittarono per canzonarlo con dei versi maltusiani alla maniera di Petrolini: “Marinetti dice Basta! / Messa al bando sia la pasta / Poi si scopre Marinetti / che divora gli spaghetti!”.